# Islote de Cabrit (Haití)
Islote de Cabrit, (en francés Îlet a Cabrit y también conocido como Cabrit Islet, Île à Cabrits e Île Cabrite) es el nombre que recibe un pequeño islote del país caribeño de Haití, que está situado en el departamento de Nippes, distrito de Baradères, y en la comuna de Grand-Boucan. 